# 島根県道331号石見空港飯田線
島根県道331号石見空港飯田線（しまねけんどう331ごう いわみくうこういいだせん）は、島根県益田市を通る一般県道である。

## 概要
益田市内田町の石見空港（萩・石見空港）から益田市飯田町に至る。石見空港道路として地域高規格道路に指定されている。

### 路線データ
- 起点：益田市内田町（石見空港）
- 終点：益田市飯田町（島根県道・山口県道14号益田阿武線交点）
- 総延長：1,602 m

## 歴史
- 1997年（平成9年）3月25日 - 島根県告示第317号により認定される。
- 2007年（平成19年）3月24日 - 国道9号益田道路と接続。

## 路線状況

### 重複区間
- 島根県道328号石見空港線（益田市内田町（起点） - 益田市高津町）

## 地理

### 通過する自治体
- 益田市

### 交差する道路
| 交差する道路                         | 交差する場所 | 交差する場所   |
| ------------------------------------ | ------------ | -------------- |
| 島根県道328号石見空港線 重複区間起点 | 内田町       | 起点           |
| 島根県道328号石見空港線 重複区間終点 | 高津町       |                |
| 国道9号 / 益田道路                   | 飯田町       | 萩・石見空港IC |
| 島根県道・山口県道14号益田阿武線     | 飯田町       | 終点           |

### 沿線
- 石見空港
- 蟠竜湖
- 万葉公園